# Mielec (stacja kolejowa)
Mielec – stacja kolejowa przy ul. Głowackiego 8 w Mielcu, w województwie podkarpackim, w Polsce.

## Ruch pasażerski
| Rok  | Wymiana pasażerska na dobę |
| ---- | -------------------------- |
| 2017 | –                          |
| 2022 | 150-199                    |

## Historia
Jednopiętrowy, murowany dworzec kolejowy został wybudowany i oddany do użytku razem z linią kolejową 30 października 1887 . Pierwsza modernizacja miała miejsce w okresie międzywojennym, kiedy postawiono parterowe dobudówki. 23 grudnia 1937 roku podjęto decyzję o budowie bocznicy kolejowej prowadzącej do powstających wtedy zakładów lotniczych w Mielcu, która została wybudowana w sierpniu 1938 roku . Z kolei w latach 60. powiększono poczekalnię, wyposażono ją w duże, szklane okna, wzniesiono świetlicę dla młodzieży i zburzono część piętra, budynek ponownie oddano do użytku 2 września 1967 .
W latach 90. liczba pasażerów zaczęła systematycznie maleć . W 1992 roku zlikwidowano na tej linii kolejowej istniejący od 1918 roku pociąg relacji Lublin – Kraków, a w 1993 roku pociąg relacji Zagórz – Warszawa, następnie w 2000 roku znacznie zredukowano liczbę pociągów osobowych (m.in. zlikwidowano wtedy pociąg relacji Hrubieszów/Bełżec – Zamość – Wrocław). W 2009 zlikwidowano ostatnie połączenia pasażerskie przez tę stację. Najpierw 19 sierpnia 2009 spółka Przewozy Regionalne usunęła z rozkładu ostatnią parę autobusów szynowych kursującą na trasie Dębica – Stalowa Wola-Rozwadów, następnie 1 września PKP Intercity wycofała pociąg pasażerski „Hetman”. Zbędne elementy logistyki kolejowej zlikwidowano, a budynek dworca został zamknięty.
W wyniku starań posłów z okolic Mielca spółka PKP Intercity została zobowiązana przez Ministerstwo Infrastruktury żeby najpóźniej 1 marca 2011 roku przywrócić zlikwidowany pociąg „Hetman” jako TLK. W wyniku zmiany trasy pociąg pojechał przez Kolbuszową i tym samym ominął Mielec. W latach 2009–2021 przez stację przejeżdżały tylko pociągi towarowe państwowego PKP Cargo i prywatnych spółek kolejowych.
Od 2011 budynek nie pełnił funkcji dworcowych, jego część jest wynajmowana przez ośrodek szkolenia kierowców oraz sklep meblarski.
20 września 2017 roku spółka PKP Polskie Linie Kolejowe S.A. ogłosiła przetarg na zaprojektowanie i wykonanie robót budowlanych na linii kolejowej na odcinku Mielec – Dębica w ramach projektu pod nazwą „Rewitalizacja linii kolejowej nr 25 na odcinku Padew – Mielec – Dębica”. Zakres robót objęty przetargiem obejmował także stację kolejową w Mielcu. Przetarg na zaprojektowanie prac budowanych na odcinku Mielec – Padew Narodowa oraz zaprojektowanie i wykonanie robót budowlanych na linii kolejowej na odcinku Mielec – Dębica wygrało Przedsiębiorstwo Napraw i Utrzymania Infrastruktury Kolejowej w Krakowie Sp. z o.o. Prace remontowe rozpoczęto 1 marca 2019 roku. W kwietniu 2019 roku zarząd województwa podkarpackiego podjął decyzję o przeznaczeniu dodatkowych ponad 13 mln zł m.in. na budowę drugiego przejścia podziemnego w miejscu przejścia przez tory łączącego ulicę Drzewieckiego i Jagiellończyka oraz przeniesie na stację kolejową w Rzochowie obsługi przeładunkowej ze stacji kolejowej w Mielcu co związane było z likwidacją rampy przeładunkowej i toru nr 9 na stacji. Linia kolejowa na odcinku Mielec – Padew była remontowana z funduszy Regionalnego Programu Operacyjnego Województwa Podkarpackiego na lata 2014–2020.
Ruch pociągów towarowych na odcinku Mielec – Kochanówka Pustków uruchomiono 3 września 2020 roku. 14 stycznia 2021 roku Ministerstwo Infrastruktury podpisało umowę ze spółką PKP Intercity S.A. dotyczącą usług publicznych w zakresie międzywojewódzkich kolejowych przewozów pasażerskich w latach 2021–2030, w której m.in. zobowiązało przewoźnika do przywrócenia dalekobieżnych połączeń kolejowych międzywojewódzkich przez Mielec. 4 czerwca 2021 roku spółka PKP Polskie Linie Kolejowe S.A. poinformowała o wznowieniu ruchu kolejowego towarowego od 13 czerwca 2021 roku na odcinku Kochanówka-Pustków – Dębica oraz ogłosiła przetarg na wykonanie robót budowlanych na linii kolejowej na odcinku Mielec – Padew i przetarg na budowę drugiego przejścia podziemnego w Mielcu. 1 września 2021 roku został wznowiony ruch pociągów pasażerskich do stacji kolejowej w Mielcu na linii kolejowej na odcinku Mielec – Dębica. Rozpoczęcie robót budowlanych na odcinku Mielec – Padew nastąpiło w marcu 2022 roku. Zakończenie prac budowlanych i uruchomienie ruchu pociągów towarowych nastąpiło 28 września 2022 roku, a pociągów pasażerskich 6 listopada 2022 roku. Budowa drugiego przejścia podziemnego w Mielcu w ciągu ulic Drzewieckiego i Piotra Skargi, które zastąpiło znajdujące się w tym miejscu poprzednie przejście przez tory kategorii E, została zakończona 2 lipca 2023 roku. We wrześniu 2024 roku spółka PKP Intercity S.A. poinformowała o powrocie kolejowych pasażerskich połączeń dalekobieżnych na linię kolejową nr 25 na odcinku Dębica – Mielec – Tarnobrzeg w postaci pociągu Intercity „Hetman” relacji Kraków Główny – Hrubieszów Miasto, co nastąpiło zgodnie z zapowiedziami z dniem 15 grudnia 2024 roku.

## Galeria

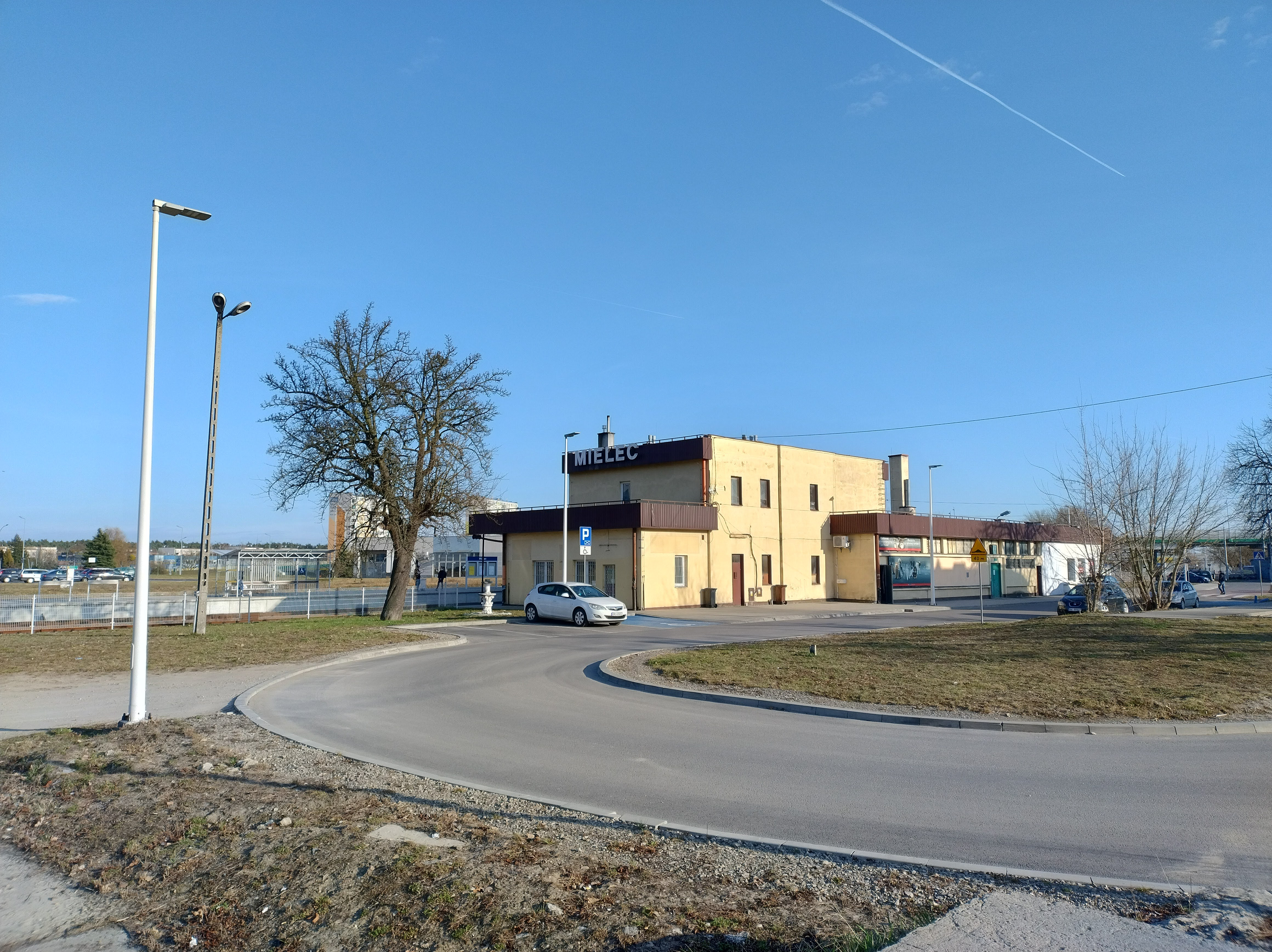
Dworzec PKP (2025)
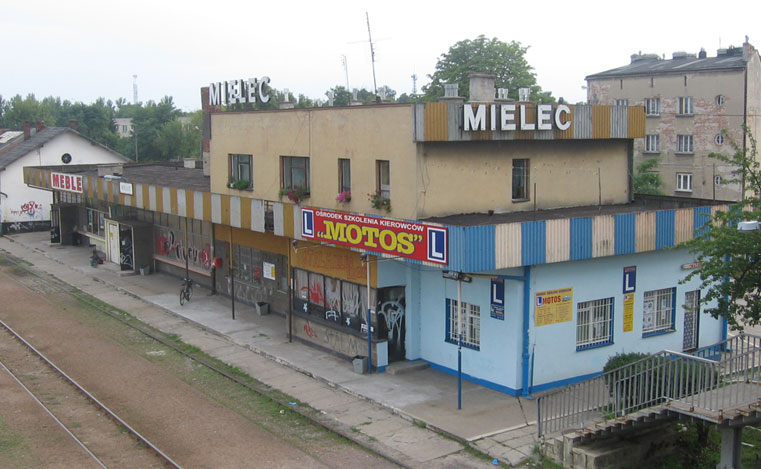
Dworzec PKP (widok z rozebranej kładki)
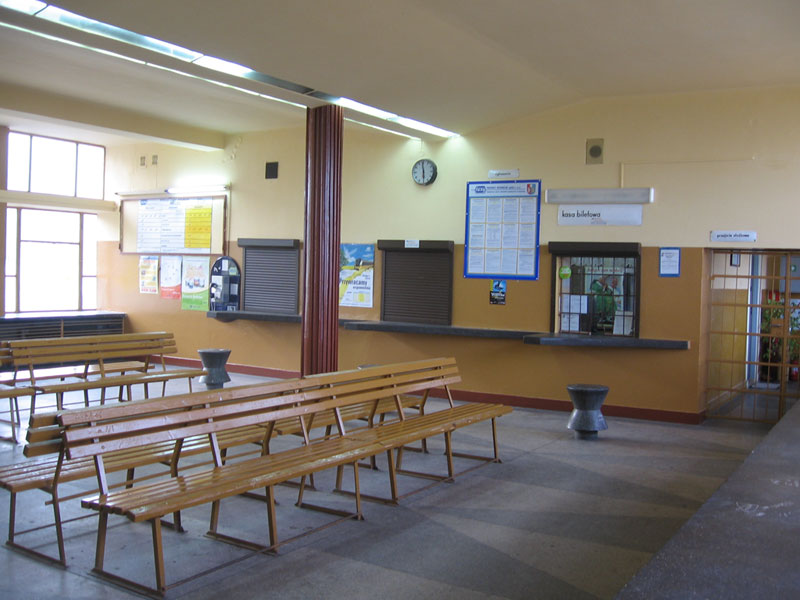
Poczekalnia dworcowa i kasy.
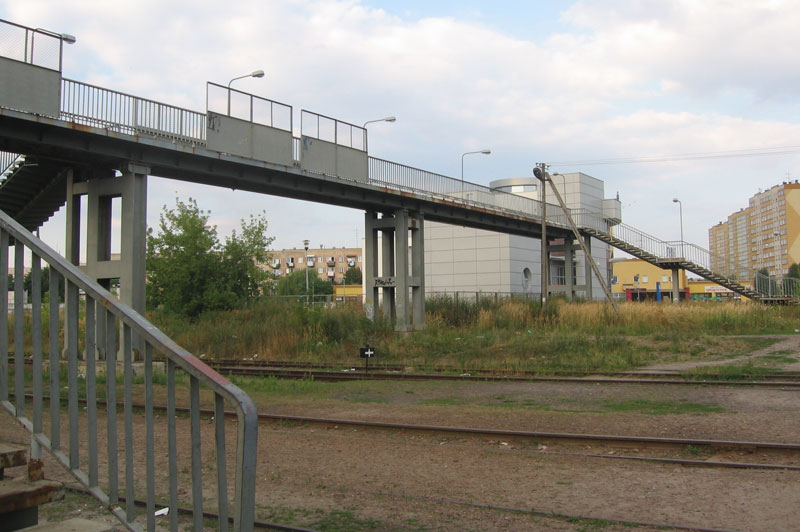
Rozebrana kładka nad torami
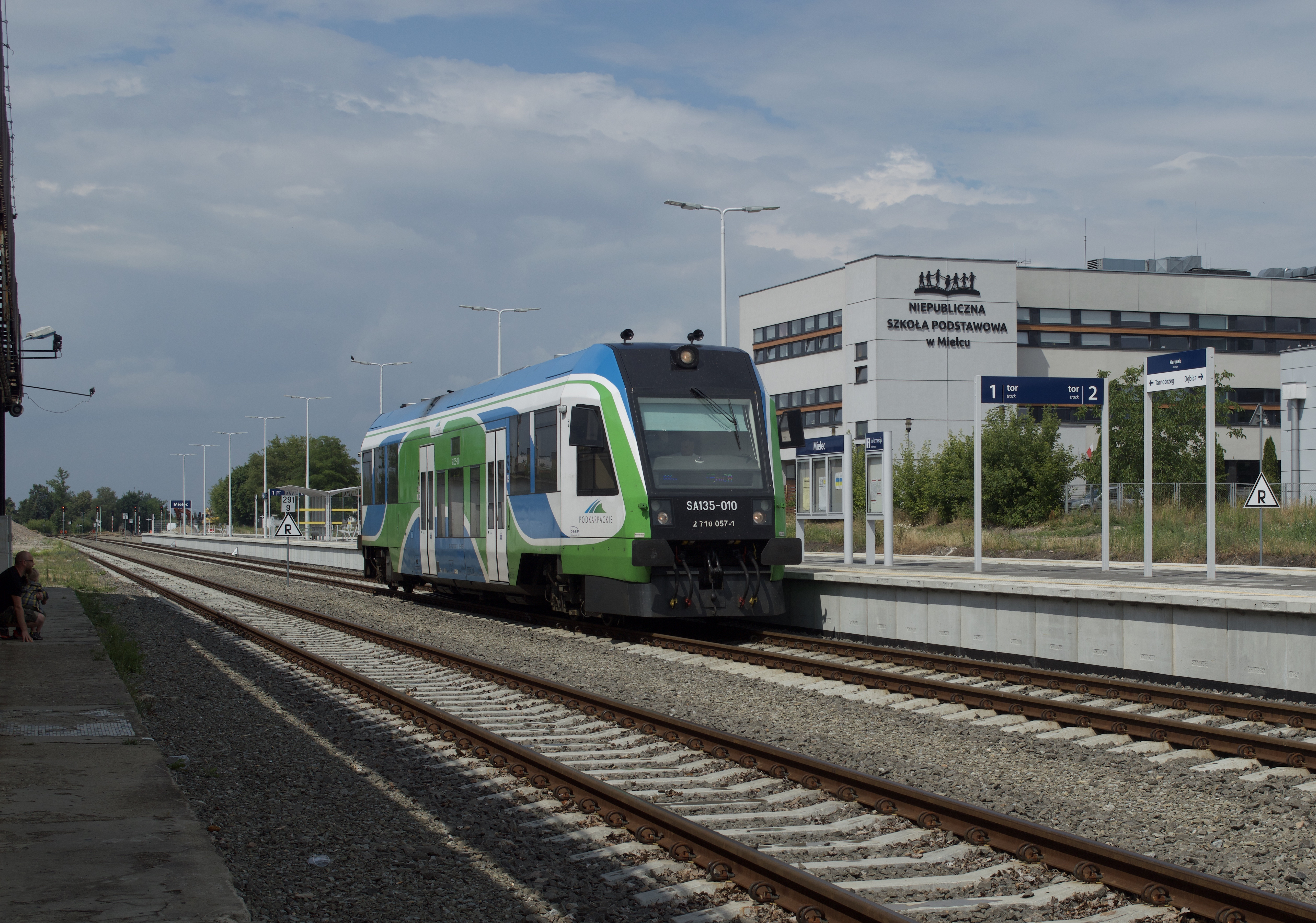
SA135-010 przy peronie kolejowym.